# 54e méridien est
En géographie, le 54e méridien est est le méridien joignant les points de la surface de la Terre dont la longitude est égale à 54° est.

## Géographie

### Dimensions
Comme tous les autres méridiens, la longueur du 54e méridien correspond à une demi-circonférence terrestre, soit 20 003,932 km. Au niveau de l'équateur, il est distant du méridien de Greenwich de 6 011 km,.
Avec le 126e méridien ouest, il forme un grand cercle passant par les pôles géographiques terrestres.

### Régions traversées
En commençant par le pôle Nord et descendant vers le sud au pôle Sud, Le 54e méridien est passe par:
| Coordonnées          | Pays, territoire ou mer | Notes                                                          |
| -------------------- | ----------------------- | -------------------------------------------------------------- |
| 90° 00′ N, 54° 00′ E | Océan Arctique          |                                                                |
| 80° 36′ N, 54° 00′ E | Russie                  | Île Nansen, Terre François-Joseph                              |
| 80° 26′ N, 54° 00′ E | Mer de Barents          |                                                                |
| 80° 20′ N, 54° 00′ E | Russie                  | Île Hooker, Terre François-Joseph                              |
| 80° 17′ N, 54° 00′ E | Mer de Barents          |                                                                |
| 73° 47′ N, 54° 00′ E | Russie                  | Île Severny, Nouvelle-Zemble                                   |
| 73° 37′ N, 54° 00′ E | Mer de Barents          |                                                                |
| 73° 17′ N, 54° 00′ E | Russie                  | Île Ioujny, Nouvelle-Zemble                                    |
| 70° 43′ N, 54° 00′ E | Mer de Barents          | Mer de Petchora                                                |
| 68° 58′ N, 54° 00′ E | Russie                  | Péninsule Khodovarikha                                         |
| 68° 55′ N, 54° 00′ E | Mer de Barents          | Mer de Petchora                                                |
| 68° 13′ N, 54° 00′ E | Russie                  |                                                                |
| 51° 10′ N, 54° 00′ E | Kazakhstan              |                                                                |
| 42° 20′ N, 54° 00′ E | Turkménistan            | Passe par la lagune Kara-Bogaz-Gol                             |
| 37° 20′ N, 54° 00′ E | Iran                    |                                                                |
| 26° 45′ N, 54° 00′ E | Golfe Persique          |                                                                |
| 26° 34′ N, 54° 00′ E | Iran                    | Île Kich                                                       |
| 26° 30′ N, 54° 00′ E | Golfe Persique          |                                                                |
| 24° 05′ N, 54° 00′ E | Émirats arabes unis     | Emirat d'Abou Dabi                                             |
| 22° 46′ N, 54° 00′ E | Arabie saoudite         |                                                                |
| 19° 40′ N, 54° 00′ E | Oman                    | Passe juste à l'ouest de Salalah                               |
| 16° 56′ N, 54° 00′ E | Océan Indien            | Golfe d'Aden                                                   |
| 12° 39′ N, 54° 00′ E | Yémen                   | île de Socotra                                                 |
| 12° 19′ N, 54° 00′ E | Océan Indien            | Passe juste à l'est des Îles Amirante, Seychelles              |
| 60° 00′ S, 54° 00′ E | Océan Austral           |                                                                |
| 65° 52′ S, 54° 00′ E | Antarctique             | Territoire antarctique australien, revendiqué par l' Australie |